# Три Христа (фільм, 2017)
«Три Христа» (англ. Three Christs, також відомий як «Стан розуму») — американський драматичний фільм 2017 року, знятий Джоном Авнетом, співпродюсером і сценаристом, заснований на документальній книзі Мілтона Рокіча «Три Христа з Іпсіланті». Фільм був показаний у секції «Гала-презентації» на Міжнародному кінофестивалі в Торонто.

## Синопсис
Фільм розповідає про доктора Алана Стоуна, який лікує трьох параноїдальних шизофреніків у державній лікарні Іпсіланті в Мічигані, кожен з яких вірить, що він — Ісус Христос.

## Акторський склад
| Актор              | Роль                |
| ------------------ | ------------------- |
| Річард Гір         | доктор Алан Стоун   |
| Джуліанна Маргуліс | Рут Стоун           |
| Пітер Дінклейдж    | Джозеф Кассель      |
| Волтон Гоггінс     | Леон Габор          |
| Бредлі Вітфорд     | Клайд Бенсон        |
| Кевін Поллак       | доктор Елдріх Орбус |
| Стівен Рут         | доктор Роджерс      |

## Виробництво
Фільм є екранізацією «Трьох Христів з Іпсіланті», психіатричного дослідження Рокіча 1964 року про трьох пацієнтів, чиї параноїдальні шизофренічні марення змушують кожного з них вірити в те, що він і є Ісус Христос.
Зйомки розпочалися в Нью-Йорку влітку 2016 року. До фільму увійшли три короткометражні сцени, зняті в центр Іпсіланті.

## Випуск
Світова прем'єра відбулася на Міжнародному кінофестивалі в Торонто 2017. 10 січня 2020 року IFC Films випустила фільм у кінотеатрах і на VOD. Фільм вийшов на Shout Factory 16 червня 2020 року.